# Daniel Davisse
Daniel Davisse (nascido Daniel Herz ; 7 de julho de 1938 – 29 de março de 2020) foi um político francês nascido na Alemanha. Ele nasceu em Hamburgo, Alemanha, filho de pais franceses. De 1996 a 2014, foi Prefeito de Choisy-le-Roi, na França. Davisse foi membro do conselho geral do cantão de Choisy-le-Roi de 2004 a 2011. Ele também foi presidente da comunidade de aglomeração Seine Amont de 2013 a 2014.
Davisse morreu em 29 de março de 2020 de COVID-19, com 81 anos.